# Pachythrix
Pachythrix là một chi bướm đêm thuộc họ Noctuidae.

## Các loài
- Pachythrix axia Turner, 1941
- Pachythrix esmeralda (Warren, 1912)
- Pachythrix hampsoni Nye, 1975
- Pachythrix mniochlora (Meyrick, 1889)
- Pachythrix smaragdistis (Hampson, 1908)